# Hemiphylacus
Hemiphylacus és un gènere de 5 espècies de plantes monocotiledònies bulboses pertanyent a la família Asparagaceae.

## Espècies seleccionades
- Hemiphylacus alatostylus
- Hemiphylacus hintoniarum
- Hemiphylacus latifolius
- Hemiphylacus mahindae
- Hemiphylacus novogalicianus